# Trikalcijum fosfat
Trikalcijum fosfat je so kalcijuma i fosforne kiseline sa formulom . On je takođe poznat kao tribazični kalcijum fosfat ili "koštani pepeo" (jer je kalcijum fosfat je glavni produkt sagorevanja kostiju).
On ima alfa i beta kristalnu formu. Alfa oblik se formira na visokim temperaturama.

## Opšti slučaj
Ime kalcijum fosfat se odnosi na minerale koji sadrže jone kalcijuma (Ca2+) zajedno sa ortofosfatima (43-), metafosfatima ili pirofosfatima (2O74-) i ponekad vodnik ili jone vodonika.
Veoma rasprostranjen mineral je apatit čija formula je , gde je X , , , ili smeša. On je hidroksiapatit ako je dodatni jon uglavnom hidroksid. Najveći deo "trikalcijum fosfata" na tržištu je zapravo prah hidroksiapatita.

## Upotreba
Trikalcijum fosfat u obliku praha se koristi kao agens za sprečavanje formiranja grudvi, i za olakšavanje pakovanja, transporta i konzumpcije. Kalcijum fosfat je takođe prehrambeni aditiv sa oznakom E341, i prirodno je javlja u kravljem mleku.
On se često koristi u porcelanu i dentalnim prahovima.
On se koristi kao zamena tkiva za popravku koštanih defekata kad autotransplantacija kostiju nije izvodljiva. On se može koristiti sam ili u kombinaciji sa biorazgradivim, resorptivnim polimerima kao što je poliglikolna kiselina. On se takođe može koristiti u kombinaciji sa autotransplantacionim materijalima.
Kalcijum fosfat je sirovina u proizvodnji fosforne kiseline i đubriva.